# 布兰克氯甲基化反应
布兰克氯甲基化反应（Blanc氯甲基化，或氯甲基化）是无水氯化锌作用下芳香族化合物与甲醛和氯化氢作用生成氯甲基芳香化合物的反应。 這個反應由化學家 Grassi-Cristaldi 和 Maselli 在 1898 年左右首次發現 ，以法國化學家古斯塔夫-路易·勃朗而命名，他於1923年進一步發展這個反應
。该反应在化学工业和有机合成中有很重要的应用。用苯作原料，反应产物是氯化苄：
反應中可以使用其他路易斯酸（如氯化鋁、氯化鎳(II)）等取代氯化鋅。鹽酸可以用磷酸代替。而所用的甲醛也可以用其三聚體1,3,5-三噁烷做替代物。

## 反应机理
在酸性環境下進行，以氯化鋅做催化劑。反應是质子化的甲醛对苯环的亲电芳香取代，然後伴隨芳香環的重新構建，生成苄醇。在反應條件下，苄醇很容易被轉化產物苄基氯。反應的机理如下图所示。
在氯化鋅存在下，（氯甲基）氧鎓離子(ClH2C–OH2+)和氯卡賓碳鎓離子(ClCH2+)等也有機會成爲親電試劑。
由於苯酚、苯胺等非常活潑的芳烴容易進行進一步跟產物苄基氯/苄醇發生傅-克烷基化反应，因此不適合用來做這反應的底物。其實一般來説，副產物二芳基甲烷的生成很普遍。下圖為此副反應的反應機理，圖中以二苯基甲烷的生成作爲例子：

相應的氟甲基化、溴甲基化和碘甲基化可以透過使用對應的氫鹵酸來進行。
副产物二氯甲基醚具有强致癌性，故在一定程度上限制了反应在工業上的应用。

## 相關反應
在濃鹽酸、甲醛存在下，硫醇也可以進行氯甲基化：
ArSH + CH2O + HCl → ArSCH2Cl + H2O
氯甲醚（MOM-Cl）也可以在此反應中作爲氯甲基化試劑。對於活性小的底物，使用MOM-Cl、60%硫酸的條件會有更好的反應結果。這個反應可以應用於離子交換樹脂、梅里菲爾德樹脂的生產中苯乙烯的氯甲基化。